# Об'єднаний центр передових технологій з кібероборони НАТО
Об'єднаний центр передових технологій з кібероборони НАТО (англ. NATO Cooperative Cyber Defence Centre of Excellence (NATO CCD COE), ест. NATO küberkaitsekoostöö keskus (K5)) — один з центрів НАТО, що забезпечує боротьбу з кібератаками й кіберзахист інформаційних систем, а також навчання та підготовку фахівців з кіберзахисту НАТО.

## Історія
Рішення про створення Центру було прийнято 14 травня 2008. В цей день Естонія, Німеччина, Італія, Латвія, Литва, Словенія та Іспанія підписали Меморандум про порозуміння. Ініціатива цього рішення належала Естонії. Це стало відповіддю естонської влади на кібератаки проти урядових сайтів після інциденту з пам'ятником «Бронзовий солдат» у Таллінні. 28 жовтня 2008 Північноатлантична рада надала Об'єднаному центу акредитацію при НАТО і статус Міжнародної військової організації. Першим заходом, проведеним Центром, стали естонсько-шведські кібернавчання 9 грудня 2008. Як зазначив представник Центру, такі навчання є першим кроком у лінії співпраці при підготовці нових спеціалістів з кіберзахисту.
23 червня 2010 до Об'єднаного центру передових технологій з кібероборони НАТО приєдналась Угорщина, а 16 листопада 2011 — Польща та Сполученні Штати Америки. Робота з приєднання США велась від червня 2010 (паралельно з Туреччиною), а Польщі — від грудня 2010. 5 квітня 2012 до роботи Центру долучились Нідерланди. 8 травня 2014 до Центру приєдналась Австрія, ставши таким чином першою з країн, які не є членами НАТО і беруть участь у роботі Об'єднаного центру, а 3 червня 2014 відбулось найбільше розширення держав-учасників роботи Центру — до Об'єднаного центру долучились Чехія, Франція й Велика Британія.
Наразі Центр є одним з ключових елементів системи НАТО з розвитку спроможностей у сфері кібернетичної оборони.

## Країни-учасники
Загалом у діяльності Центру бере участь 29 держав-членів НАТО:
- Бельгія
- Болгарія
- Велика Британія
- Греція
- Данія
- Естонія
- Іспанія
- Італія
- Латвія
- Литва
- Нідерланди
- Німеччина
- Норвегія
- Польща
- Португалія
- Румунія
- Словаччина
- Словенія
- США
- Туреччина
- Угорщина
- Франція
- Хорватія
- Чехія
- Чорногорія
- Канада
- Люксембург
- Албанія
- Ісландія
- Фінляндія

а також країни-партнери:
- Австрія
- Швейцарія
- Швеція
- Україна
- Південна Корея
- Японія
- Ірландія
- Австралія

Україна подала офіційний запит на приєднання до Центру 4 серпня 2021 року. На початку березня 2022 року представники 27 держав-членів НАТО ухвалили рішення щодо надання Україні статусу країни-учасниці CCDCOE НАТО. 16 травня 2023 року в штаб-квартирі Об'єднаного центру передових технологій з кібероборони НАТО у Талліні офіційно піднято Державний Прапор України, що відзначило офіційне приєднання України до CCDCOE .

## Структура
Керівництво діяльністю Об'єднаного центру передових технологій з кібероборони НАТО здійснює міжнародний Керівний комітет, який формується з представників Центру спонсорства націй. Повсякденне управління центром здійснюють директор полковник Артур Сьюзік і начальник штабу Єнс ван Лаак. В структуру Центру входять юридично-політичний, стратегічний, технічний, освітньо-підготовчий і допоміжний відділи.

### Працівники
Загалом штат центру складає 48 працівників. В штаті Центру є декілька категорій особливих працівників.

#### Посол
Посол (англ. Ambassador) — колишній працівник Центру, який є міжнародно визнаним спеціалістом у сфері IT-захисту. В штаті центру є 3 посла:
- Лііна Аренґ (представник Естонії);
- майор Крістіан Кзоссекс (представник Німеччини);
- Кеннет Гірс (представник Сполучених Штатів Америки).

#### Старший науковий співробітник
Старший науковий співробітник (англ. Senior Fellow)- почесний працівник Центру, високодосвідчений старший вчений або практик, який бере участь в довгострокових чи основних проектах Центру. Загалом у штабі працює 6 старших наукових працівників.